# Nonoava
Nonoava es una localidad del estado mexicano de Chihuahua. Es la cabecera del municipio de Nonoava.

## Toponimia
El nombre de la localidad proviene del término en tarahumara Nonoava. Su significado es «lugar de espigas».

## Historia
La población fue fundada en 1676 en la rivera del río Nonoava por el misionero jesuita Francisco de Arteaga, bajo el nombre de «Nuestra Señora de Monserrate de Nonoava». En 1820 fue creado el municipio de Nonoava, con la localidad de Nonoava como cabecera municipal. El 1 de febrero de 1911, durante la Revolución mexicana, las tropas federales del mayor José Domínguez Guevara derrotaron en Nonoava a un grupo de revolucionarios comandados por el coronel Julián Granados.

## Demografía
| Gráfica de evolución demográfica |
|                                  |

| Censo | Población |
| ----- | --------- |
| 1900  | 964       |
| 1910  | 1 140     |
| 1921  | 2 285     |
| 1930  | 1 444     |
| 1940  | 1 617     |
| 1950  | 1 582     |
| 1960  | 1 993     |
| 1970  | 972       |
| 1980  | 1 071     |
| 1990  | 1 303     |
| 2000  | 1 112     |
| 2010  | 1 272     |
| 2020  | 1 359     |